# برديتا (قمر)
بالإنكليزية Perdita هو قمر طبيعي داخلي لأورانوس. كان اكتشافه معقدا. تم نقل أول صور فوتوغرافية لبرديتا بواسطة المسبار فوياجر 2 في عام 1986، لكن لم يتم تمييزه من خلال الصور الفوتوغرافية لأكثر من عقد من الزمان. في عام 1999، وقد لوحظ القمر عن طريق العالم إريك كاركوشكا Erich Karkoschka وابلغ عنه. وبسبب عدم وجود المزيد من الصورالمؤكدة لوجوده، تم تخفيض رتبة رسميا في عام 2001.. في عام 2003، ومن خلال الصور التي اتخذتها تمكن مرصد هبل الفضائي التقط صور لكائن مؤكدا على فرضية وجود برديتا..
و بالعودة إلى سنة 1999 حمل برديتا التعيين المؤقت S/1986 U 10 واسمه مستمد من مسرحية بعنوان حكاية الشتاء لويليام شكسبير. كما يعرف أيضا بأورانوس الخامس والعشرين.
ينتمي إلى مجموعة أقمار بورتشيا والتي تتكون من 27 قمرا، والتي تتضمن أيضا جولييت وبيانكا وبليندا وبورشيا وروزاليند وديسديمونا وكريسيدا وكيوبيد ولهذه الأقمار نفس الخصائص المدارية. ويبلغ بياضه الهندسي 0.08.
يقع مداره بين مدار بليندا ومدار بوك. كما أثبتت الملاحظات الرصدية أن هذا القمر لا يتبع لقوانين كبلر الحركية حول أورانوس. كما أن له رنين مداري مع جاره بيلندا يبلغ 43:44 والرنين المداري يبلغ 8:7 مع روزاليندا.